# Robin Dunbar
Robin Ian MacDonald Dunbar (Liverpool, 28 de juny de 1947), més conegut com a Robin Dunbar, és un destacat antropòleg, psicòleg i biòleg evolucionista britànic, reconegut principalment pels seus treballs en l'estudi del comportament social dels primats, incloent-hi els humans. La seva contribució més cèlebre és el concepte del "nombre de Dunbar", una teoria que proposa que els humans tenen un límit cognitiu d'aproximadament 150 individus amb els quals poden mantenir relacions socials estables i significatives. Aquesta xifra sorgeix de la correlació entre la mida del neocòrtex cerebral i les dimensions dels grups socials en diferents espècies.
A més d'aquest concepte, Dunbar ha aprofundit en altres temes relacionats amb la sociabilitat humana, com el paper del llenguatge i la comunicació en l'evolució de les relacions socials complexes. Dunbar ha tractat la tradició oral com a element unificador, com ara en són els mites i llegendes, valors i creences, rituals, cerimònies... Els seus estudis han influït en camps tan diversos com l'antropologia, la psicologia social i la ciència de dades, especialment en àrees que exploren la dinàmica de les xarxes socials modernes i els límits de les interaccions humanes en entorns digitals.

## Educació
Robin Dunbar, fill d’un enginyer, va cursar els seus primers estudis a la Magdalen College School de Brackley. Posteriorment, es va traslladar al Magdalen College d’Oxford, on va estudiar sota la direcció de professors destacats com Niko Tinbergen, reconegut per les seves contribucions a l'etologia. L’any 1969 va obtenir el títol de Bachelor of Arts en Psicologia i Filosofia.
Després, Dunbar va continuar la seva formació acadèmica al Departament de Psicologia de la Universitat de Bristol, on va completar el seu doctorat el 1974. La seva recerca doctoral es va centrar en l’organització social dels gelades (Theropithecus gelada), una espècie de mico pròxima als babuïns, i va proporcionar una visió pionera sobre les estructures socials d’aquests primats.
Després de doctorar-se, Dunbar va passar dos anys treballant com a escriptor de ciència autònom, cosa que li va permetre divulgar els seus interessos acadèmics a un públic més ampli. Tanmateix, no va assumir un lloc de treball estable fins als 40 anys. En una entrevista a The Life Scientific de la BBC Radio el 2019, va destacar que, segons ell mateix, no va aconseguir el seu "primer treball real" fins a aquesta edat, fent al·lusió al seu camí professional poc convencional però ric en experiències diverses.

## Carrera professional
La trajectòria acadèmica i de recerca de Robin Dunbar inclou càrrecs en diverses institucions prestigioses. Va treballar a la Universitat de Bristol, i posteriorment, entre 1977 i 1982, a la Universitat de Cambridge. Entre 1987 i 1994 va exercir al University College London. El 1994, Dunbar va ser nomenat professor de Psicologia Evolutiva a la Universitat de Liverpool, però va deixar aquesta institució el 2007 per convertir-se en director de l'Institut d’Antropologia Cognitiva i Evolutiva de la Universitat d’Oxford.El 2012, després de rebre una prestigiosa beca de recerca del Consell Europeu de Recerca, es va traslladar al Departament de Psicologia Experimental d’Oxford, on va continuar la seva recerca.
Dunbar també va ocupar càrrecs de rellevància en projectes de recerca d’envergadura. Va ser codirector del British Academy Centenary Research Project (BACRP) "From Lucy to Language: The Archaeology of the Social Brain", un projecte centrat en l'evolució del cervell social. També va participar en el projecte BACRP "Identifying the Universal Religious Repertoire", centrat en les bases universals de la religió.
El 2015, Robin Dunbar va ser guardonat amb la Medalla Memorial Huxley, instituïda en memòria de Thomas Henry Huxley, pel seu servei a l’antropologia. Aquest guardó és el reconeixement més alt atorgat pel Royal Anthropological Institute of Great Britain and Ireland. A més, Dunbar és membre distingit de Humanists UK com a suport al moviment humanista.

## Premis i honors
- 2015, Medalla Huxley Memorial, Royal Anthropological Institute of Great Britain and Ireland[13]
- 1998, membre de la British Academy (FBA)[14]
- 1994, ad hominem Chair, Psicologia, Universitat de Liverpool[13]

## Obres publicades
- amb Patsy Dunbar. Social dynamics of Gelada Baboons. Karger, Basel [u.a.] 1975, ISBN 3-8055-2137-5
- Dunbar. 1984. Reproductive Decisions: An Economic Analysis of Gelada Baboon Social Strategies. Princeton University Press ISBN 0-691-08360-6
- Dunbar. 1988. Primate Social Systems. Chapman Hall and Yale University Press ISBN 0-8014-2087-3
- Dunbar. 1996. The Trouble with Science. Harvard University Press. ISBN 0-674-91019-2
- Dunbar (ed.). 1995. Human Reproductive Decisions. Macmillan ISBN 0-333-62051-8
- Dunbar. 1997. Grooming, Gossip and the Evolution of Language'. Harvard University Press. ISBN 0-674-36334-5
- Runciman, Maynard Smith, & Dunbar (eds.). 1997. Evolution of Culture and Language in Primates and Humans. Oxford University Press.
- Dunbar, Knight, & Power (eds.). 1999. The Evolution of Culture. Edinburgh University Press ISBN 0-8135-2730-9
- Dunbar & Barrett. 2000. Cousins. BBC Worldwide: London ISBN 0-7894-7155-8
- Cowlishaw & Dunbar. 2000. Primate Conservation Biology. University of Chicago Press ISBN 0-226-11636-0
- Barrett, Dunbar & Lycett. 2002. Human Evolutionary Psychology. London: Palgrave ISBN 0-691-09621-X
- Dunbar, Barrett & Lycett. 2005. Evolutionary Psychology, a Beginner's Guide. Oxford: One World Books ISBN 1-85168-356-9
- Dunbar. 2004. The Human Story. London: Faber and Faber ISBN 0-571-19133-9
- amb Louise Barrett & John Lycett. Evolutionary Psychology: A Beginner’s Guide. OneWorld, Oxford 2005, ISBN 1-85168-356-9
- amb Louise Barrett (ed.) Oxford handbook of evolutionary psychology. Oxford University Press, 2007, ISBN 0-19-856830-4
- Dunbar. 2010. How Many Friends Does One Person Need? Dunbar’s Number and Other Evolutionary Quirks. Harvard University Press, ISBN 978-0674057166
- Dunbar. 2014. Human Evolution. Pelican Books ISBN 978-0141975313[5][11]